# Étage (océanographie)
Pour les articles homonymes, voir Étage.

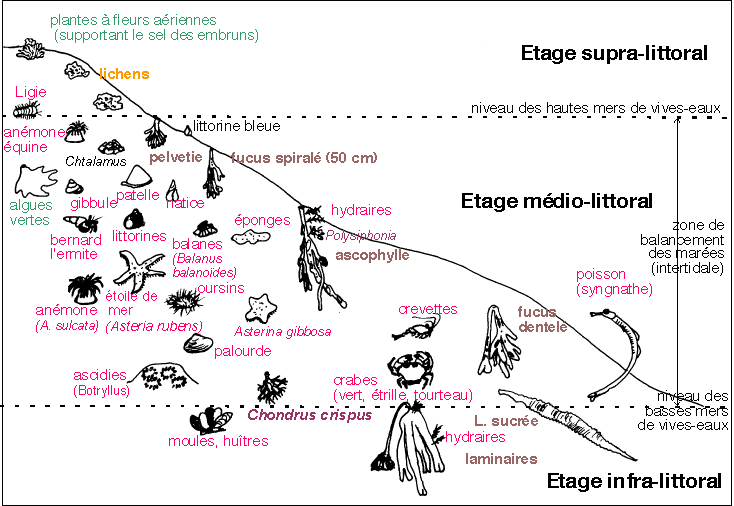
Étagement des algues et de la faune littorale.

Un étage en océanographie est une zone bathymétrique littorale marquée par des types de peuplements benthiques caractéristiques, faunistiques et floristiques, répartie verticalement depuis le haut de la zone d'influence des embruns jusqu'à la fin du plateau continental. Cet étagement dépend de nombreux facteurs abiotiques : durée de submersion par la mer (facteur primordial sur les côtes dites à marées, il explique la répartition des peuplements en fonction de leur capacité à résister à l'émersion à marée basse, c'est-à-dire leur résistance à la dessiccation provoquée par l'exposition au vent, à l'ensoleillement direct, aux variations thermiques, à la salinité mais aussi leur résistance à l'eau douce des pluies, etc.), agitation de l'eau (modes battu, semi-battu et calme, avec tous les intermédiaires), nature du substrat, ensoleillement…

## Définition officielle
Selon la Commission internationale pour l'exploration scientifique de la mer Méditerranée, un étage est défini comme « l’espace vertical du domaine benthique marin où les conditions écologiques, fonction de la situation par rapport au niveau de la mer, sont sensiblement constantes ou varient régulièrement entre les deux niveaux critiques marquant les limites des étages ». Cette définition détermine un étage par des conditions relativement homogènes auxquelles correspond un peuplement donné, et non comme un niveau marégraphique. Néanmoins, une autre définition couramment utilisée est la terminologie développée par Stephenson et Stephenson en 1972 et basée sur la marée.

## Les niveaux d'étagement

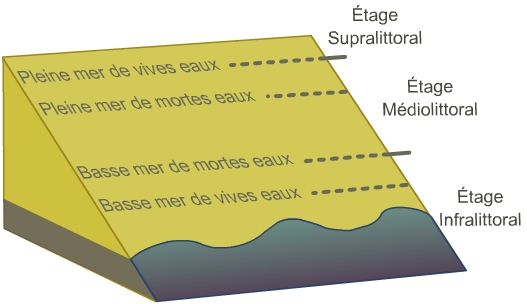
Représentation schématique des différents étages littoraux en fonction du jeu des marées. Les niveaux indiqués correspondent à des valeurs moyennes.

Les trois grands étages sont délimités de façon théorique par les limites atteintes par la mer en période de vive-eau :
- l'étage supralittoral situé au-dessus des pleines mers de vive-eau qui n'est atteint que par le ressac et les embruns ;
- l'étage médiolittoral qui correspond à la zone de balancement des marées ;
- l'étage infralittoral situé en dessous des basses mers de morte-eau.

### L'étage supralittoral

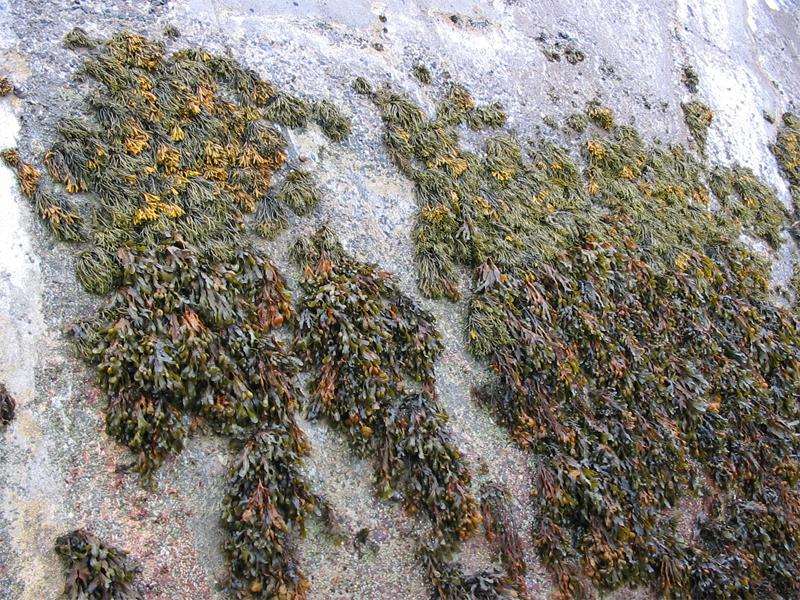
Ceintures exondées de Pelvetia canaliculata (haut) et de Fucus spiralis (bas) en haut de la zone de balancement des marées. Roscoff, Bretagne

L'étage supralittoral est la partie la plus haute du littoral. Cet étage n'est humecté que par les embruns, les marées d’équinoxe ou les plus hautes vagues des tempêtes.

### L'étage médiolittoral
L'étage médiolittoral est la partie du littoral de balancement des marées où il y a alternance d'immersions et d'émersions. Cet étage est délimité vers le haut par le niveau moyen des hautes mers de vive-eau et vers le bas par le niveau moyen des basses mer de morte-eau.
Vivant une partie de leur temps hors de l'eau, les algues peuplant cet étage sont soumises à de fortes variations de température (eaux modérément brassées, dessèchement à l'air libre) et de salinité. Les changements de salinité dus à l'évaporation à marée basse entraînent une hypersalinité. La dilution due aux précipitations et l'écoulement d'eau douce entraînent une hyposalinité. Les cuvettes permanentes des plus hauts niveaux sont fortement soumises à ces stress abiotiques et sont caractérisées par les algues éphémères euryèces  (algues vertes du genre Ulva, Cladophora, Chaetomorpha, « algues bleues » du genre Lyngbya), plus précisément eurythermes (capacité d'acclimatation physiologique, isolation thermique par des frondes épaisses, production de protéines de choc thermique) et euryhalines (adaptées à ce milieu grâce à de fortes capacités d'osmorégulation).

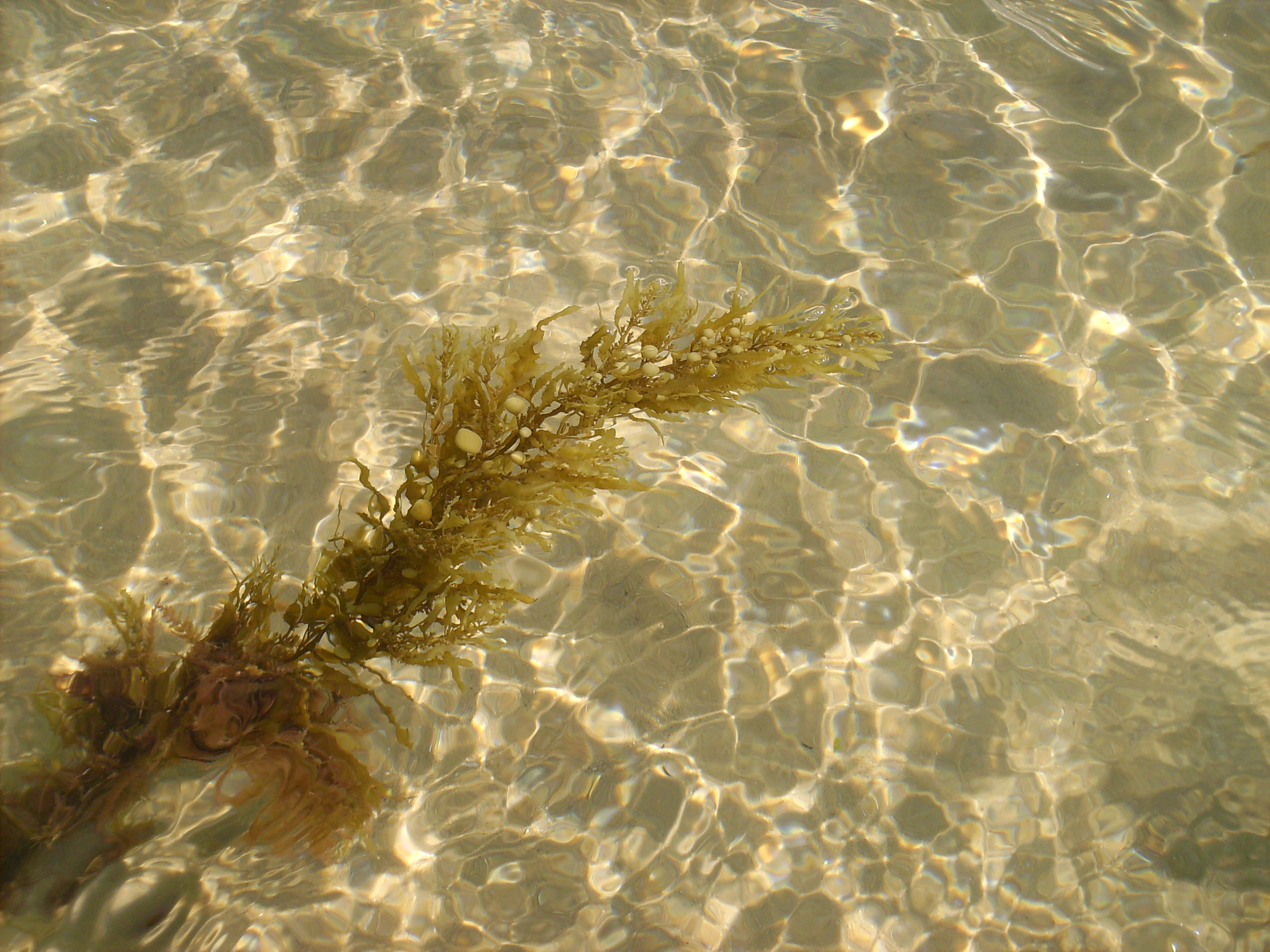
L'espèce invasive Sargassum muticum se fixe dans des grandes flaques et cuvettes de l'étage médiolittoral, du fait de sa taille et de sa densité.
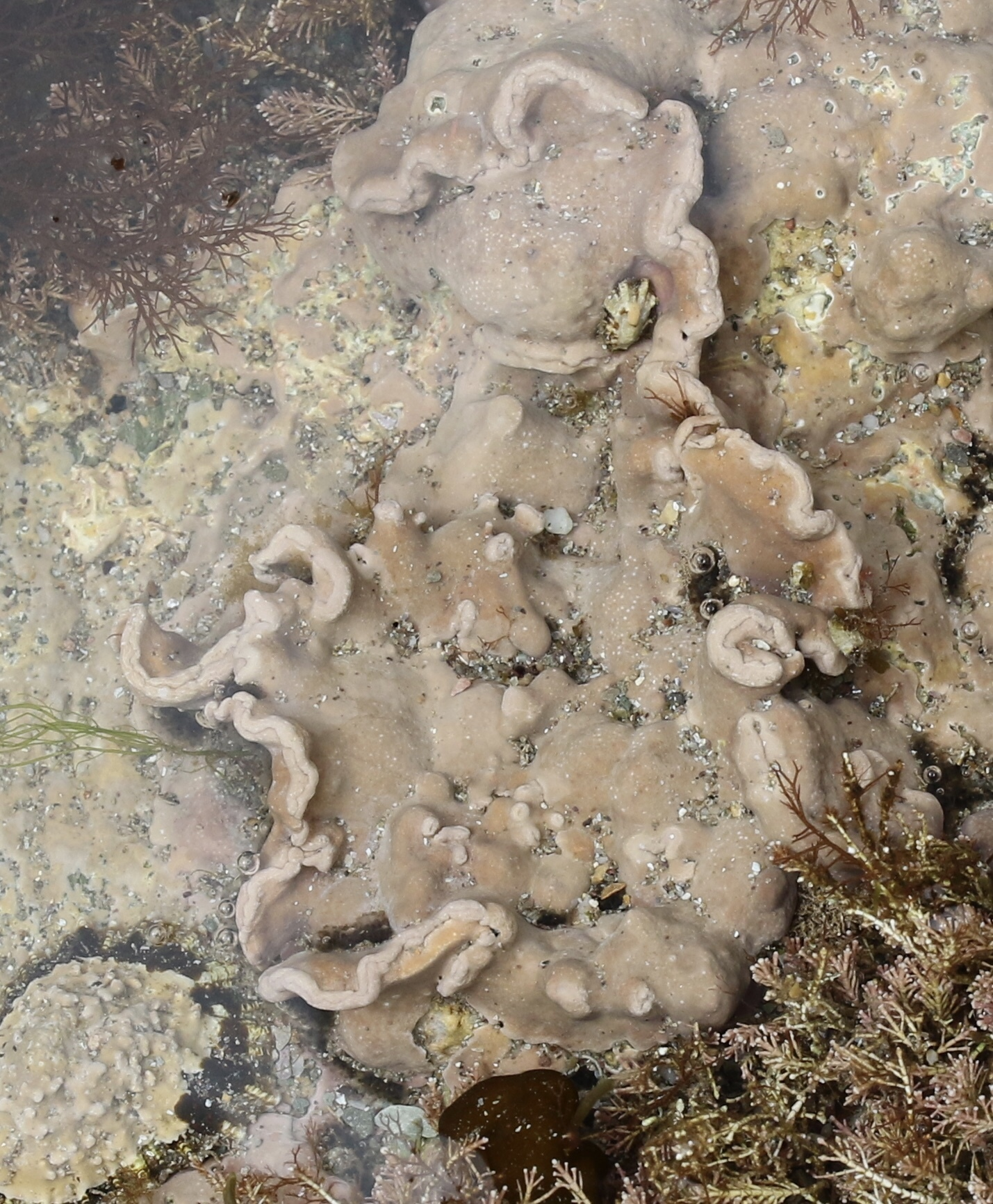
L'algue rouge encroûtante Lithophyllum incrustans (en) tapisse les cuvettes au niveau inférieur de l'estran.

### L'étage infralittoral
L'étage infralittoral est la partie du littoral qui est émergée lors des marées de vive-eau. Il était défini autrefois comme la zone côtière de bas niveau où il y avait assez de lumière pour que les algues puissent se développer. Il descendait en fonction de la côte et de la mer à -10, -30 m, avec une partie émergée et une autre immergée.

## Étagement algal
Les différents taxons des macroalgues et de plantes marines se répartissent habituellement en ceintures le long du littoral selon un gradient de profondeur. Cette distribution verticale des algues sur le littoral, appelée étagement algal, dépend essentiellement de cinq facteurs qui expliquent que les étages (zones bathymétriques définies par des caractéristiques écologiques particulières) ont chacun des communautés caractéristiques dont les limites ne sont pas toujours bien définies :
- capacité à résister à la dessiccation lors de l'émersion ;
- équipement pigmentaire utilisé pour réaliser la photosynthèse (hypothèse de l'adaptation chromatique complémentaire selon laquelle les algues peuvent moduler le contenu pigmentaire de leurs antennes collectrices en réponse à des variations de la qualité spectrale de la lumière et de la quantité de lumière[9] à laquelle elles sont exposées) ;
- degré d'exposition à l'action des vagues déterminé par l'échelle de Ballantine (en) (mode battu, semi-battu, moyennement abrité, abrité)[10] ;
- amplitude des marées et de la configuration de l'estran ;
- luminosité liée à l’orientation de l’estran (algues sciaphiles de l'étage circalittoral ou dans des microniches écologiques[11], algues plus ou moins photophiles selon qu'elles recherchent la lumière vive ou la lumière atténuée).

S'ajoute à ces éléments d'autres facteurs physiques (nature du substrat rocheux, température…), chimiques (salinité, pH, nutriments, gaz et niveau de pollution), et biologiques (herbivores, microbes, épiphytes, endophytes, symbiotes, parasites ainsi que la compétition interspécifique afin d'occuper la niche la plus appropriée à la physiologie de chaque algue), qui expliquent la présence d'espèces algales sténothermes/eurythermes, sténohalines/euryhalines, euryphotes/sténophotes, eurybathes/sténobathes, euryioniques/sténoioniques.

### La luminosité

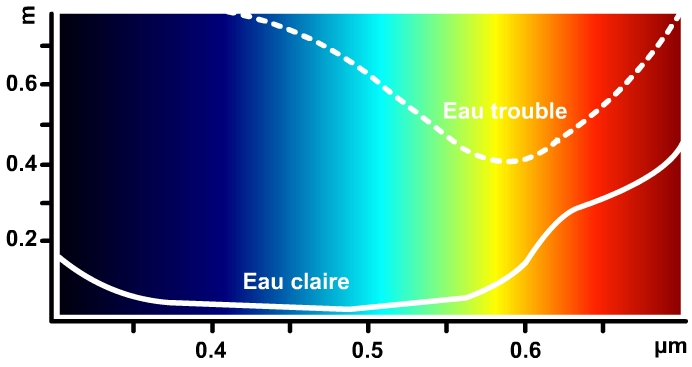
Variation du coefficient k en fonction de la longueur d'onde de la lumière, dans l'eau claire et l'eau trouble.

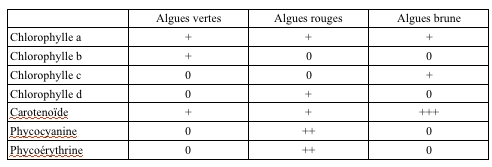
Pigments des algues.

La photosynthèse dépend de trois paramètres lumineux qui sont des facteurs écologiques jouant un rôle prépondérant sur l’activité des algues (développement, reproduction) : paramètre quantitatif (intensité lumineuse), qualitatif (nature des radiations lumineuses) et photopériode.
 
D'une part les particules en suspension dans l'eau de mer empêchent la lumière de passer, l'absorbant ou la réfléchissant. La quantité de ces particules définit la turbidité de l'eau et varie en fonction de nombreux paramètres du milieu. De manière générale, elle est plus élevée le long du littoral qu'au large, de par le lessivage des côtes et la mise en suspension du sédiment par les vagues.
L'eau de mer absorbe également elle-même la lumière, tout comme l'atmosphère en surface. Ceci produit une atténuation de la lumière, dépendant de sa longueur d'onde, selon la loi de Beer-Lambert :

{\displaystyle I(\lambda ,z)=I_{0}(\lambda )\cdot e^{-k(\lambda )z}.}

où z est la profondeur, Iλ l'intensité à une longueur d'onde lambda et kλ le coefficient d'absorption à cette même longueur d'onde. Ce coefficient k est donc variable selon la longueur d'onde étudiée, ce qui fait que toutes les longueurs d'onde ne sont pas absorbées de la même manière par l'eau. Les longueurs d'onde correspondant à la couleur rouge sont les premières à être absorbées par l'eau et par conséquent à devenir indisponibles pour les végétaux. De la même manière, les longueurs d'onde correspondant aux couleurs bleues sont absorbées en dernier lieu. 

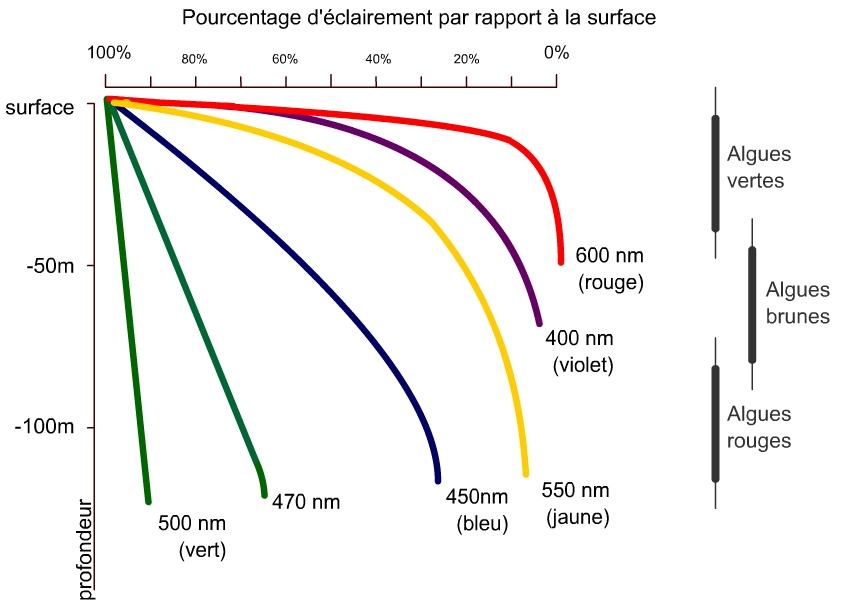
Variation du pourcentage d'éclairement des différentes longueurs d'onde en fonction de la profondeur. Types d'algues associées à ces profondeurs.

Le physiologiste Theodor Wilhelm Engelmann a établi à la fin du XIXe siècle la théorie de l'adaptation chromatique complémentaire. Les algues qui vivent accrochées au substrat le long des côtes se répartissent selon un gradient qualitatif de luminosité. Elles ont besoin de la lumière afin d'effectuer la photosynthèse grâce à des pigments photosynthétiques. La composition en pigments est variable d'une espèce photosynthétique à l'autre et chaque pigment complémentaire absorbe la lumière à une longueur d'onde différente. La chlorophylle a, par exemple, absorbe environ entre 440 et 670 nm (les couleurs indigo et rouge) et renvoie le reste du spectre lumineux, lui donnant cette couleur verte.
Une plante ou une algue verte trouve théoriquement son optimum lumineux dans un environnement où la luminosité est plus élevée aux longueurs d'onde absorbées par la chlorophylle, c'est-à-dire proche de la surface. En effet ces longueurs d'onde du spectre sont les premières absorbées une fois entré dans l'eau.
On pourrait donc s'attendre, à tort, à un étagement des algues en fonction de leurs pigments, censés les maintenir à leur optimum écologique :
- près de la surface les algues vertes et les plantes marine[16] ;
- les algues brunes ensuite, caractérisées par un pigment brun, la fucoxanthine[17] ;
- finalement les algues rouges à une profondeur où seule la partie rouge du spectre est encore visible, utilisée par la phycoérythrine ou les caroténoïdes[18].

Cet étagement par grandes familles est théorique et approximatif car il est fonction non seulement de la luminosité mais aussi du degré d'exposition à l'action des vagues et de la compétition interspécifique. De plus, les espèces peuvent coloniser des zones en augmentant la quantité de leurs pigments principaux ou en possédant des pigments spécifiques. Par exemple, les Codium sont des algues vertes qui possèdent de la siphonaxanthine, un pigment caroténoïde absorbant la partie verte du spectre, les rendant dès lors capables de vivre dans les zones profondes. 
De manière générale ce facteur joue principalement sur les régions pauvres en algues et sur la limite inférieure de la zonation d'une espèce : se situer plus bas empêche un éclairement suffisant, quantitativement ou qualitativement. Il ne joue pas sur les côtes riches en algues ou lors des phénomènes d'eau colorées.

### L'émersion

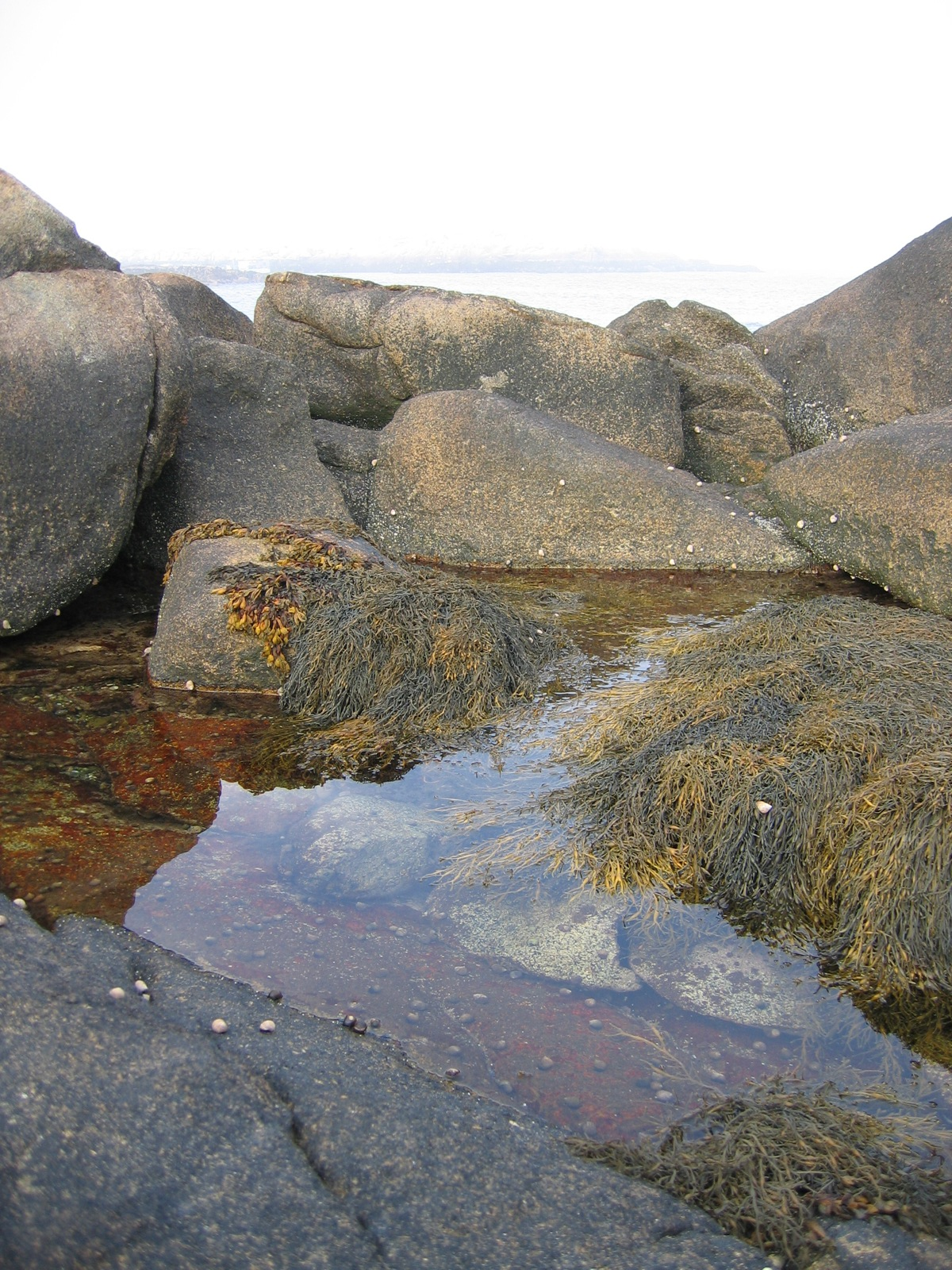
Fucus émergés lors d'une marée basse

Une autre dimension de la niche écologique intervenant dans l'étagement des algues est sa capacité à l'émersion durant chaque marée. 
Ce phénomène engendre deux facteurs pouvant être limitant pour les organismes marins, à savoir d'une part la dessiccation engendrée simplement par le manque d'eau, et d'autre part l'augmentation de la salinité du milieu. Ce deuxième point est particulièrement vrai pour algues localisées dans les mares résiduelles, qui évaporent durant l'émersion, augmentant de facto leur concentration en sels.
Au contraire de la luminosité, l'émersion joue sur la limite supérieure de la zonation d'une espèce : vivre plus haut augmente la durée d'émersion et les risques de dessiccation.